# Bankvorteil
Als Bankvorteil (engl. Edge; deutsch „Vorsprung, Vorteil“; auch House edge, kurz House oder Percentage) bezeichnet man bei Glücksspielen den erwarteten Verlust des Spielers bezogen auf seinen Einsatz.

## Beispiel
Setzt ein Spieler zum Beispiel einen Betrag von 100 € beim Roulette auf eine Gruppe von vier Zahlen, so erhält er mit einer Wahrscheinlichkeit von 4/37 einen Gewinn in Höhe von 800 € (die Gewinnquote beträgt bei einem Satz auf vier Nummern 8:1) und er verliert mit einer Wahrscheinlichkeit von 33/37 seinen Einsatz von 100 €.
Der erwartete Gewinn des Spielers beträgt daher 4/37 × 800 € + 33/37 × (-100 €) = -2,70 € oder -2,70 % seines Einsatzes oder anders gesagt beträgt der erwartete Verlust des Spielers bzw. der erwartete Gewinn des Bankhalters 2,70 % des Einsatzes des Spielers.
In den USA wird der Begriff der Percentage gelegentlich auch so interpretiert, dass der erwartete Gewinn des Bankhalters auf den Einsatz des Bankhalters bezogen wird. Im vorangehenden Beispiel ergibt sich dann der wesentlich niedrigere Wert von 0,3375 %, da der Gewinn von 2,70 € durch den um vieles höheren Einsatz des Bankhalters, nämlich 800 € dividiert wird.

## Probleme bei der Definition
- Bei einigen Glücksspielen, wie etwa Baccara, ist es möglich, dass ein Spiel unentschieden endet. Im Allgemeinen werden unentschiedene Spiele bei der Berechnung des Bankvorteils nicht berücksichtigt (vgl. etwa Baccara – Punto Banco) – das ist jedoch keineswegs immer der Fall, bei komplexeren Spielen wie Black Jack wird davon abgesehen, um zusätzliche definitorische Probleme zu vermeiden.
- Bei einigen Glücksspielen, wie etwa Black Jack, aber auch Red Dog, Tropical Stud, Easy Poker, darf der Spieler seinen Einsatz unter Umständen während des Spieles verändern. Bei Angaben bezüglich des Bankvorteils ist daher zu beachten, ob der erwartete Gewinn der Spielbank auf den Einsatz zu Beginn des Spieles oder auf den erwarteten Gesamt-Einsatz des Spielers bezogen wird: Beginnt etwa ein Spieler eine Runde Black Jack mit einem Einsatz von 100 €, so beträgt sein erwarteter Einsatz in diesem Spiel aufgrund der Möglichkeit des Teilens bzw. Verdoppelns bei optimalem Spiel 111,67 € (siehe Artikel Black Jack).
- Bei Glücksspielen, die dem Spieler im Verlauf eines einzelnen Spieles gewisse Entscheidungsmöglichkeiten offenlassen, wird bei der Bestimmung des Bankvorteils grundsätzlich davon ausgegangen, dass der Spieler stets die im Sinne der Wahrscheinlichkeitstheorie optimale Entscheidung trifft.

## Zusammenhang zwischen Ausschüttungsquote und Bankvorteil
Während es bei Glücksspielen wie etwa Roulette, Baccara oder Black Jack üblich ist, den Bankvorteil anzugeben, ist es bei Lotterien und Sportwetten gebräuchlich, die Ausschüttungsquoten zu berechnen. Diese beiden Begriffe hängen sehr eng zusammen: Ausschüttungsquote plus Bankvorteil ergeben stets 100 %; beträgt etwa die Ausschüttungsquote 98 %, so beträgt der Bankvorteil 2 %.